# Kamenka (Kaserne)
Kamenka ist eine Kaserne in gleichnamigen Ort Kamenka im Wyborgski rajon. Im Jahr 2009 war dort die die 138. Motorschützenbrigade stationiert. Der benachbarte Truppenübungsplatz ist das Bobotschinski Poligon.
2009 kam es zu einem Skandal als in einem Bataillon der 138. Motorschützenbrigade schwere Misshandlungen von Rekruten stattfand, wobei sogar der Kiefer eines Soldaten gebrochen war. Einer der Rektruten entfernte sich von der Einheit und berichtete davon. Als der Vater des Rekruten in die Kaserne kam, wurde dieser aus dem Auto gezerrt und selber geschlagen. Der Zugführer musste daraufhin abtreten.
Im Jahr 2025 wurde berichtet, dass die Kaserne aufgestockt wird.

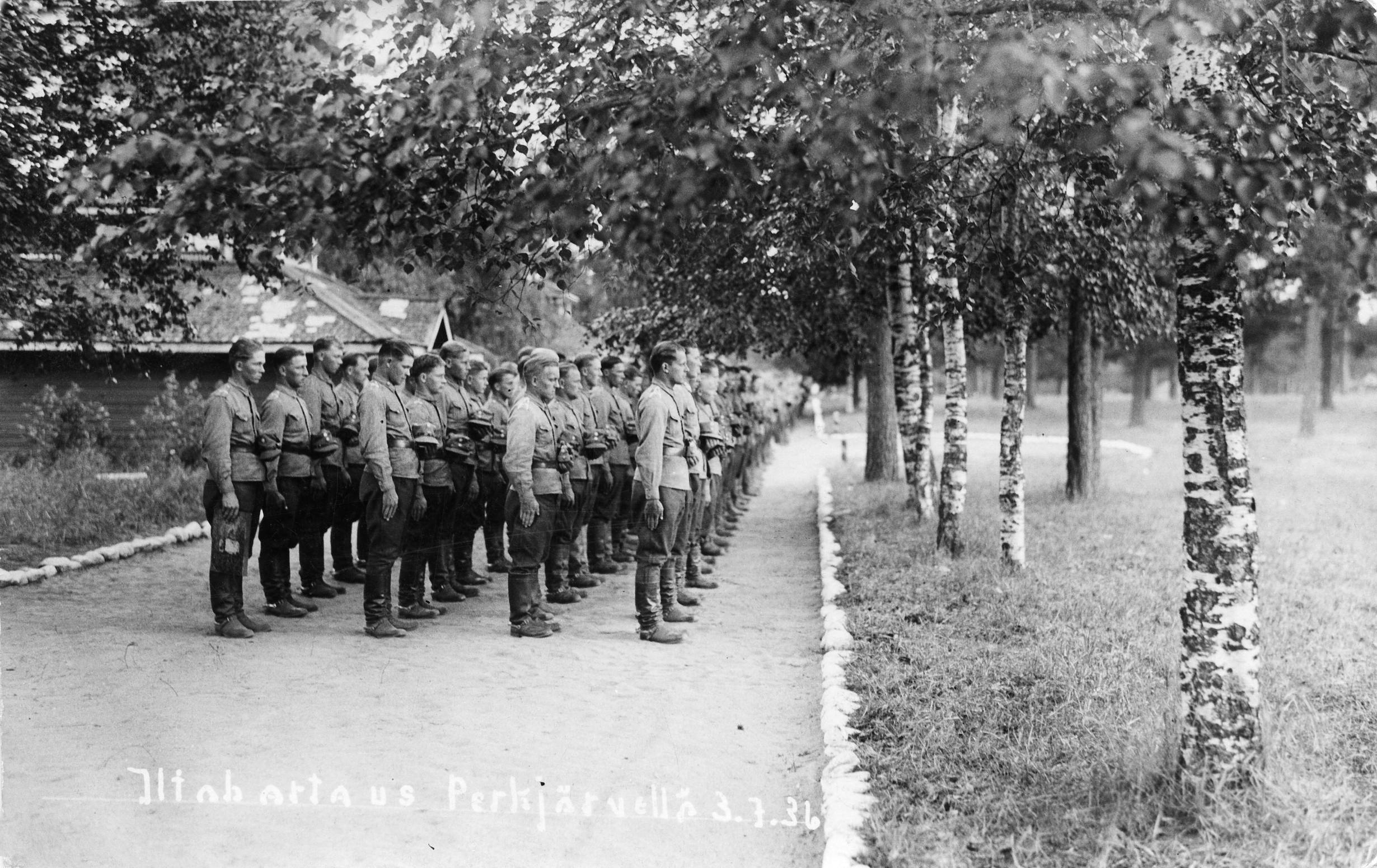
Perkjärven Kaserne im Jahr 1936

Die Kaserne war früher unter finnischer Kontrolle und hieß Perkjärven.